# IPhone OS 3
Az iPhone OS 3 vagy iOS 3 az Apple Inc. érintőképernyős mobilkészülékeinek operációs rendszere, amely 2009. június 17-én jelent meg az iPhone 3GS telefonkészülékkel egy időben. 

## iPhone OS 3-at használó eszközök
| iPhone                                               | iPod touch                                                                                       | iPad                    |
| - iPhone (eredeti változat) - iPhone 3G - iPhone 3GS | - iPod touch (első generáció) - iPod touch (második generáció) - iPod touch (harmadik generáció) | - iPad (első generáció) |

## iPhone OS 3 verziók
- 3.0 (2009. június 17.)
- 3.0.1 (2009. július 31.)
- 3.1 (2009. szeptember 9.)
- 3.1.2 (2009. október 8.)
- 3.1.3 (2010. február 2.)
- 3.2 (2010. április 3.)
- 3.2.1 (2010. július 15.)
- 3.2.2 (2010. augusztus 11.)